# Yamaha YZF-R125
La YZF-R125 è un modello di motocicletta prodotto dalla casa giapponese Yamaha a partire dal mese di aprile 2008, che rientra nel segmento sportivo e contrasta il modello della concorrente Honda.

## Descrizione

### Prima serie
Esteticamente vengono prese a modello le sorelle maggiori R1 ed R6, ma ha anche una certa somiglianza con il modello TZR 50. Il motore dotato di un solo albero a camme in testa è un monocilindrico di 125cm³ a 4 tempi, a 4 valvole con iniezione elettronica e raffreddamento a liquido.
Ha lo scarico centrale (sotto il blocco motore), con il silenziatore (di notevoli dimensioni per la cilindrata) che fuoriesce in basso a destra.
Questa moto si è inserita in un segmento abbastanza sguarnito, i 125 4 tempi stradali, che era occupato principalmente dalla Honda CBR125R e dalla Derbi GPR.
La YZF-R125 è omologata Euro 3 fin dal suo esordio grazie all'alimentazione con iniezione elettronica che permette di rispettare le normative anti-inquinamento. La casa produttrice dichiara che il motore sia in grado di sviluppare 15 cavalli a 9000 giri/min.
Inoltre, la R125 viene affiancata anche da una cilindrata 150 cm³, la YZF-R15, disponibile solo sul mercato indiano.

### Seconda serie
Nel 2014 venne rivista leggermente la carenatura, introducendo una presa d'aria centrale al cupolino, per il resto non sono state introdotte novità evidenti.
Per quanto concerne la ciclistica venne rivista la forcella, ora del tipo rovesciato e da 41 mm e la nuova pinza freno con ancoraggio radiale.

### Terza serie
Nel 2019 viene presentata la terza serie del modello, che venne rivisto in toto, con una carenatura più ispirata dalle cilindrate maggiori, pur mantenendo la linea originale, ma con componenti più moderne come i fari anteriori e posteriori a LED, la strumentazione sempre LCD ma di nuovo tipo e arricchito con contamarcia e indicazioni del VVA.

Il propulsore ora è munito del sistema VVA che permette la variazione di fase della distribuzione, congiuntamente al nuovo sistema di alimentazione, sempre ad iniezione e accompagnato da un corpo farfallato di diametro maggiore, mentre il radiatore diventa più compatto, inoltre viene adottata la frizione antisaltellamento.

Per quanto concerne la ciclistica il telaio rimane del tipo deltabox in acciaio, ma rivisto nelle misure e adesso accompagnato da un forcellone in alluminio pressofuso, caratterizzato da una minore lunghezza rispetto al precedente, viene omologata la nuova misura dello pneumatico posteriore ora da 140mm, per quanto riguarda l'impianto frenante viene rivista la disposizione dei tubi freno.

La postura in moto è ora meno improntata allo sport, con un serbatoio rinnovato, risultando più piccolo e meno capiente, mentre il manubrio è più aperto, le pedane meno arretrate e la sella rialzata tramite una maggiore imbottitura. Inoltre viene introdotta la protezione della leva freno anteriore.

### Colorazioni

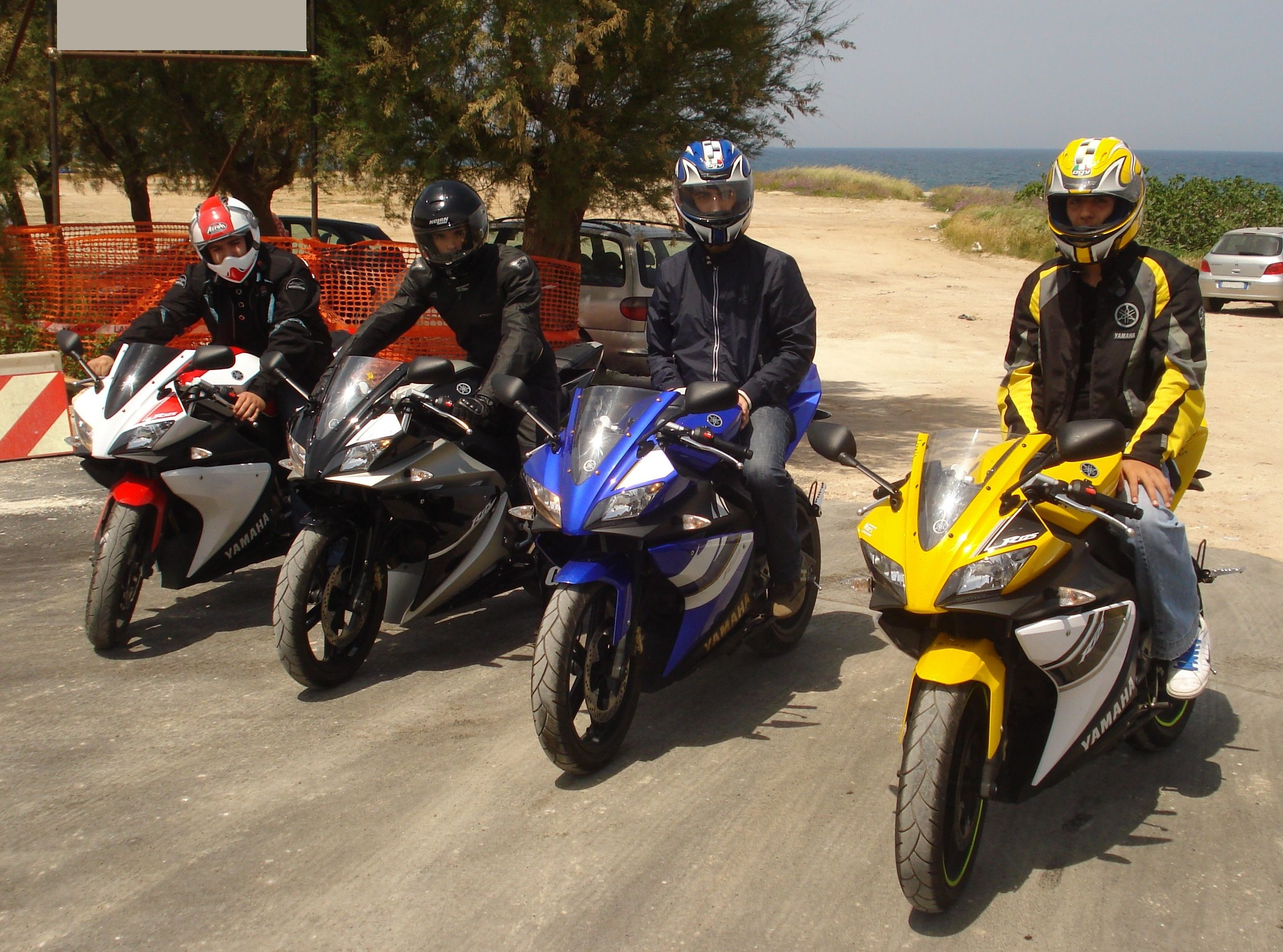
Quattro R125 di colorazioni differenti

Si è insediata sul mercato nel 2008 in 4 colorazioni (blu, nero, bianco e giallo). Nel 2009 è uscita la colorazione rossa che sostituisce il modello di colore giallo.
Alla fine del mese di giugno 2009 è stato reso noto l'inizio della produzione della versione "Race Replica" con le stesse livree utilizzate dal pilota Valentino Rossi.
Nel 2014 il mezzo viene aggiornato, con l'adozione di nuove forcelle e leveraggi del forcellone, una nuova carenatura con un cupolino provvisto di presa d'aria, impianto frenante anteriore caratterizzato da una pinza radiale.

## R125 cup
La Yamaha, in collaborazione con la Federazione Motociclistica Italiana e Malossi ha organizzato un trofeo monomarca dedicato a questa motocicletta, aperto ai ragazzi di età compresa tra i 14 e i 18 anni. Le moto erano dotate di un kit di potenziamento per aumentare le prestazioni.
Fin dalla prima edizione, disputata nel 2009, i premi per i migliori classificati spaziavano da una Yamaha R125, un test con una Yamaha R6 fino all'iscrizione ad un trofeo per l'anno successivo.